# Joseph von Bach
Joseph von Bach (* 4. Mai 1833 in Aislingen; † 24. September 1901 in München) war ein deutscher römisch-katholischer Theologe.

## Leben
Der Sohn von Georg Bach und Josepha geb. Widemann studierte von 1852 bis 1856 Theologie an der LMU München, wo er 1859 Dr. theol. wurde. Nach der Habilitation 1865 für Dogmatik durch die Theologische Fakultät der LMU München wurde er dort Privatdozent für Religionsphilosophie. Von 1867 bis 1889 war er Universitätsprediger. 1867 wurde außerordentlicher und 1872 ordentlicher Professor für Religionsphilosophie und Pädagogik an der LMU München. 1888 wurde er von der Verpflichtung zur Lehre der philosophischen Disziplinen, besonders Religionsgeschichte, enthoben und neben Pädagogik erhielt er den Lehrauftrag für Apologetik und Dogmengeschichte. Im Wintersemester 1896/97 trat er als Ehrenmitglied der Katholischen Bayerischen Studentenverbindung Rhaetia bei. Zudem war er Ehrenmitglied der KSStV Alemannia München.

## Auszeichnungen
- 1870/71: Kriegsdankmünze
- 1895: Bischöflich-Geistlicher Rat der Erzdiözese Augsburg
- 1890: Königlicher Verdienstorden vom Hl. Michael IV. Klasse
- 1897: Königlicher Verdienstorden vom Hl. Michael III. Klasse
- Päpstlicher Hausprälat

## Werke (Auswahl)
- Aislingensi. Augustanae dioesceeos presbytero, Monachii 1859 (Diss.).
- Meister Eckhart, der Vater der deutschen Speculation. Als Beitrag zu einer Geschichte der deutschen Theologie und Philosophie der Mittleren Zeit, Wien 1864.
- Dante Alighieri und seine Stellung zur allgemeinen Geistesgeschichte. 4 Vorlesungen, gehalten zur Jubelfeier d. Dichters im Sommer-Semester 1865 an d. Universität München (ÖVKT 5), [S.l.] 1866.
- Gedächtnißrede zur Feier des hundertsten Geburtstages des Joseph von Görres. Gehalten d. 23. Jan. 1876 im großen Saale d. kath. Casino in München. Freiburg i. Br. 1876.
- Des Albertus Magnus Verhältnis zu der Erkenntnislehre der Griechen, Lateiner, Araber und Juden. Ein Beitrag zur Geschichte der Noetik (Festschrift verfasst im Auftrage des Comité's zu der  sechsten Säcularfeier und zur Enthüllung des Albertus-Denkmals in dessen Vaterstadt Launigen), Wien 1881.